# Cerkiew św. Michała Archanioła w Tokarach
Cerkiew św. Michała Archanioła – prawosławna cerkiew parafialna w Tokarach na Białorusi, w dekanacie kamienieckim eparchii brzeskiej i kobryńskiej Egzarchatu Białoruskiego Patriarchatu Moskiewskiego.

## Historia
Cerkiew została zbudowana w 1816 r. w centrum wioski. Od 1990 r. jest ponownie (po zmianie granic w 1945 r.) świątynią parafialną.

## Architektura
Cerkiew została zbudowana z drewna pomalowanego na zielono, orientowana. Na dzwonnicy-wieży świątyni widnieje ikona patronalna, dzwonnica-wieża ma u góry cebulastą kopułę (element stylu bizantyjsko-rosyjskiego). W centralnej części mieści się dwuspadowy dach wykonany z gontu wraz z małą wieżyczką zwieńczoną krzyżem.

## Wnętrze

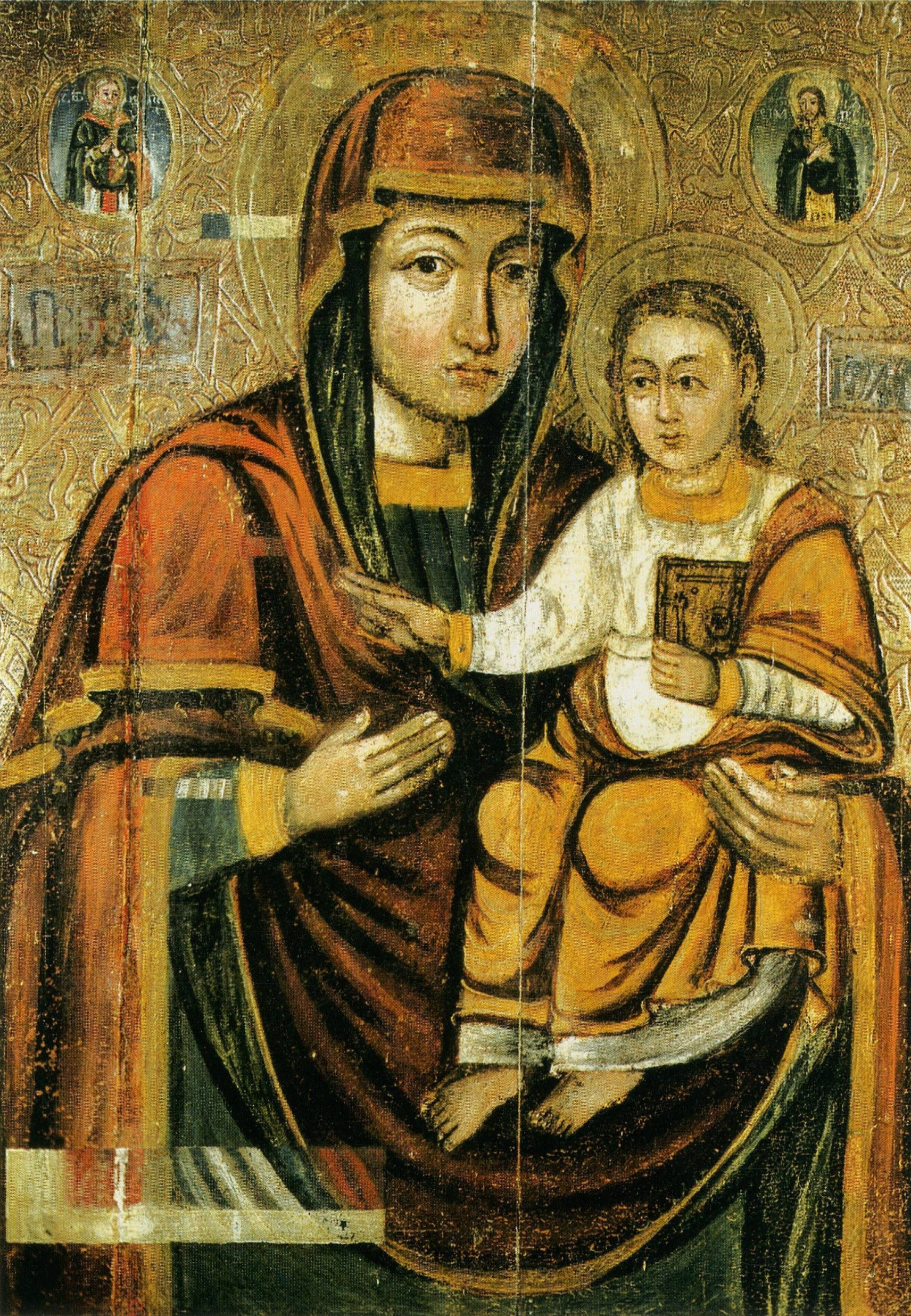
Ikona Matka Boża z Dzieciątkiem (XVII–XVIII w.) pochodząca z tokarowskiej cerkwi, obecnie w Narodowym Muzeum Sztuki Republiki Białorusi w Mińsku

W świątyni zachowały się ikony: XVII–XVIII w. (Hodigitria, Ukoronowanie Matki Bożej, Trójca, Matka Boża z Dzieciątkiem), XIX w. (Mikołaj Cudotwórca).